# 36-й пехотный студенческий полк (Польша)
36-й пехотный полк Академического легиона — польская воинская часть, сформированная из студентов Варшавского университета и политехнический университета. Принимал участие в советско-польской войне, войне 1939 года и в Варшавском восстании.

## История
Формирование
Первоначально подразделение было названо пехотным полком Академического легиона и принимало участие в разоружении австро-венгерских и немецких солдат, оставшихся на территории Польши. Официально принятый в польскую армию 3 декабря, был переименован в 36-й пехотный полк; 5 апреля 1919 года полку было возвращено прежнее название.
Польско-украинская война
Полк был приведён к присяге 13 декабря 1918 года. 4 января 1919 года был отправлен во Львов, который был тогда осаждён войсками Западно-Украинской Народной Республики. Полк в составе двух батальонов и школы унтер-офицеров был прикомандирован к войскам под командованием генерала Яна Ромера. В первых боях полк понёс большие потери, и оба батальона были в итоге объединены. Тем не менее, полку удалось прорваться в осаждённый город. 7 сентября подразделение было усилено дополнительными батальонами, сформированными в Варшаве и Модлине.
Советско-польская война
14 мая 1920 года полк был отправлен на фронт польско-советской войны и участвовал в тяжёлых боях во время отступления польских войск от Киева. 3 июня полк принял бой с Красной армией при Дуниловичах. Впоследствии эта дата стала праздником полка. 13 августа и в последующие дни полк снова принял участие в бою при О́ссуве во время битвы за Варшаву. Несмотря на большие потери, полк сдержал продвижение Красной армии на Варшаву, позволив главной группе Юзефа Пилсудского зайти с фланга в тыл красным, что обеспечило победу в сражении. В этих боях погибли капеллан полка, преподобный Игнаций Скорупка, и командир 2-го батальона Станислав Матаревич. В ходе боев за Варшаву тяжёлые потери полка были восполнены батальоном импровизированного 236-го пехотного полка, сформированного в основном из студентов и харцеров варшавского района Прага. После победы под Варшавой полк продолжал преследование отступающих войск РККА на Украине и 24 сентября 1920 года принял участие в захвате важного железнодорожного узла в городе Шепетовка.
Межвоенный период
Оборона Варшавы 1939